# Марифалиев, Абдукаххор Тургунович
АбдукаXXор Тургунович Марифалиев (узб. Abduqahhor Turg'unovich Marifaliyev; 10 мая 1971) — советский и узбекистанский футболист, тренер.

## Биография
Карьеру игрока начал в 1988 году, в клубе Сохибкор.
В 1991—1995 годах играл за Пахтакор.
В различных годах играл за клубы Навбахор, МХСК, Дустлик.
В 1998—1999 годах выступал за греческий ПАОК, но закрепиться в основном составе не смог.
В 2002—2003 годах играл за казахстанский Есиль-Богатырь.
Карьеру закончил в 2005 году, в ташкентском Локомотиве.

### Сборная Узбекистана
За сборную Узбекистана сыграл 32 игры, забил 5 голов. В 1994 году в составе сборной Узбекистана стал чемпионом Азиатских игр.

### Тренерская карьера
В 2008 году начал карьеру тренера в клубе Металлург. Работает с молодёжной командой.

## Достижения
- Чемпион Азиатских игр: 1994
- Чемпион Узбекистана (5): 1992, 1996, 1997, 1999, 2000
- Обладатель Кубка Узбекистана: 1993

## Государственные награды
- Медаль «Шухрат»[3]